# Cameron Richardson
Cameron Richardson (* 11. září 1979 Baton Rouge, Louisiana) je americká modelka a herečka.

## Počátky
Narodila se v americkém Baton Rouge ve státě Louisiana, vyrostla ale v New Jersey. V roce 1997 absolvovala Old Bridge High School v Old Bridge Township. Poté se přestěhovala do New Yorku, aby se mohla věnovat modelingu a také mohla rozvíjet hereckou kariéru.
Bylo jí přezdíváno Cam-Bones (Cam - zkratka jména, Bones - kosti) díky její velmi štíhlé postavě.

## Kariéra - modeling
Při své kariéře modelky předváděla modely a účinkovala pro takové značky, jakými jsou Mademoiselle, Interview, Cosmopolitan, American Eagle Outfitters, Gap, Lucky Brand Jeans, Roxy, Coca-Cola nebo Carl´s Jr./Hardee´s. Vystupovala na molech, ale také fotila reklamní fotografie a natáčela reklamní spoty.

## Kariéra - herectví

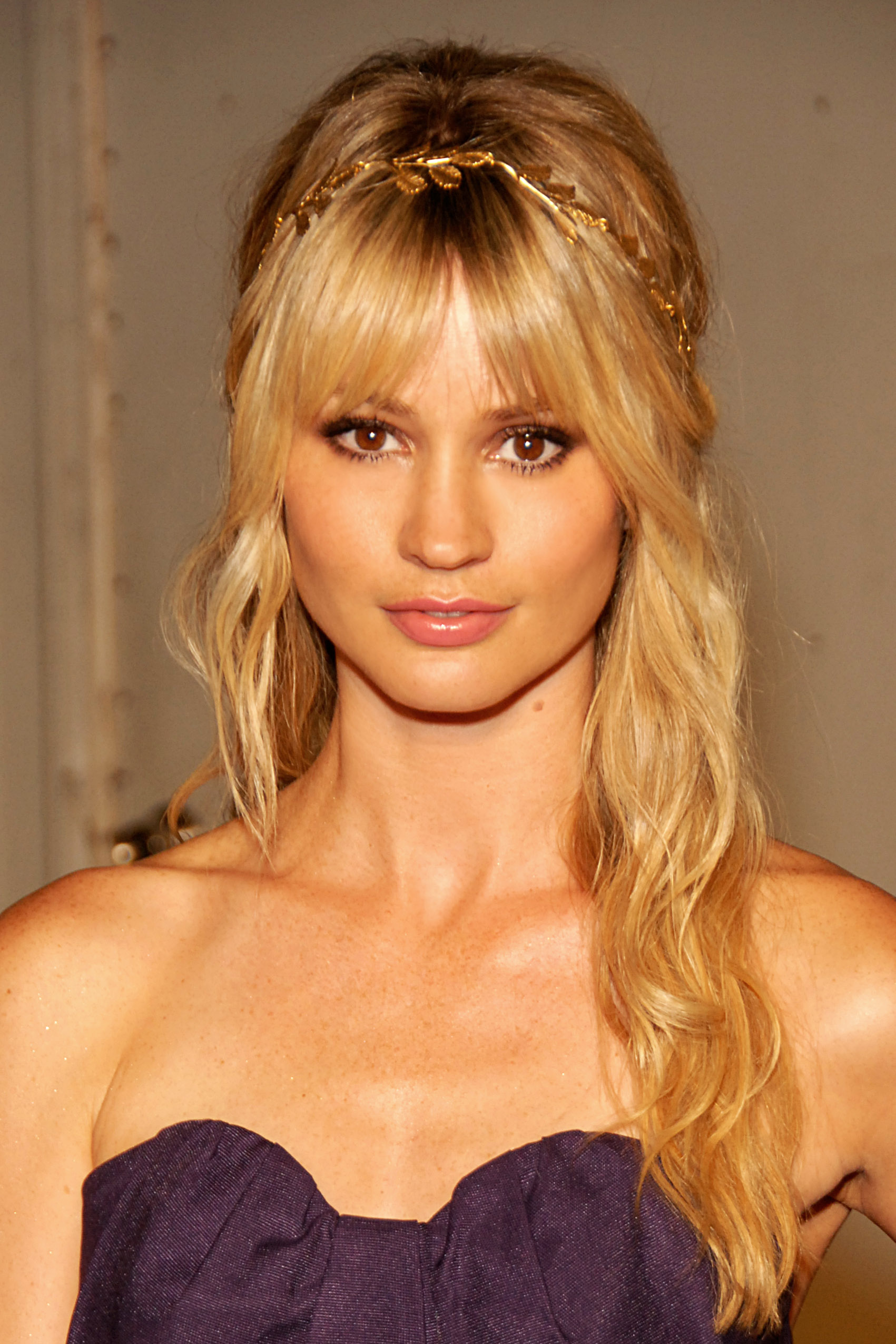
Cameron Richardson na snímku z roku 2009

Před kamerou se poprvé objevila v roce 2000, konkrétně v seriálu Cover Me: Based on the True Life of an FBI Family, kde si zahrála celkem ve 24 epizodách. Další větší role získala i v seriálech Skin, Point Pleasant, 12 Miles of Bad Road nebo Ostrov smrti. Vidět jsme jí mohli v epizodních rolích seriálů jako Vincentův svět nebo Dr. House, kde si ve svých reálných 27 letech zahrála 15letou supermodelku.
Získala také několik rolí v celovečerních filmech. K těm největším patřily role ve filmech Alvin a Chipmunkové, Blázinec na koleji nebo Péčko pro začátečníky.

## Ocenění
V roce 2000 byla spolu s Antoinette Picatto a Michaelem Angaranem nominována na cenu YoungStar Award v kategorii herecké objevy za role v seriálu Cover Me, ocenění však nezískala.
Třikrát byla různými americkými časopisy pasována do role jedné ze 100 nejkrásnějších žen na světě.

## Osobní život
Již delší dobu Cameron žije s kytaristou rockové kapely Incubus Mikem Einzigerem. V roce 2010 se jim narodil chlapec. Žijí v Los Angeles.
Kapele Incubus také účinkovala ve videoklipu k písni Are You In?

## Filmografie

### Filmy
- 2002 – Frank McKlusky
- 2003 – Blázinec na koleji, Péčko pro začátečníky
- 2005 – S lehkým srdcem, Supercross
- 2006 – Odsouzení zemřít
- 2007 – Oběť: Lovec krve, Alvin a Chipmunkové
- 2008 – Vzdálení blízcí, I Heart Veronica Martin
- 2009 – Ženy v nesnázích
- 2010 – Wreckage, Hard Breakers
- 2011 – 4.2.3.

### Televizní filmy
- 2006 – If you Lived Here, You´d Be Home Now

### Seriály
- 2000 – 2001 Cover Me: Based on the True Life of an FBI Family
- 2003 – 2004 Skin
- 2005 – 2006 Point Pleasant
- 2006 – Dr. House, Vincentův svět
- 2007 – Vincentův svět
- 2008 – 12 Miles of Bad Road
- 2009 – Ostrov smrti
- 2011 – Vincentův svět